# Dvápara-juga

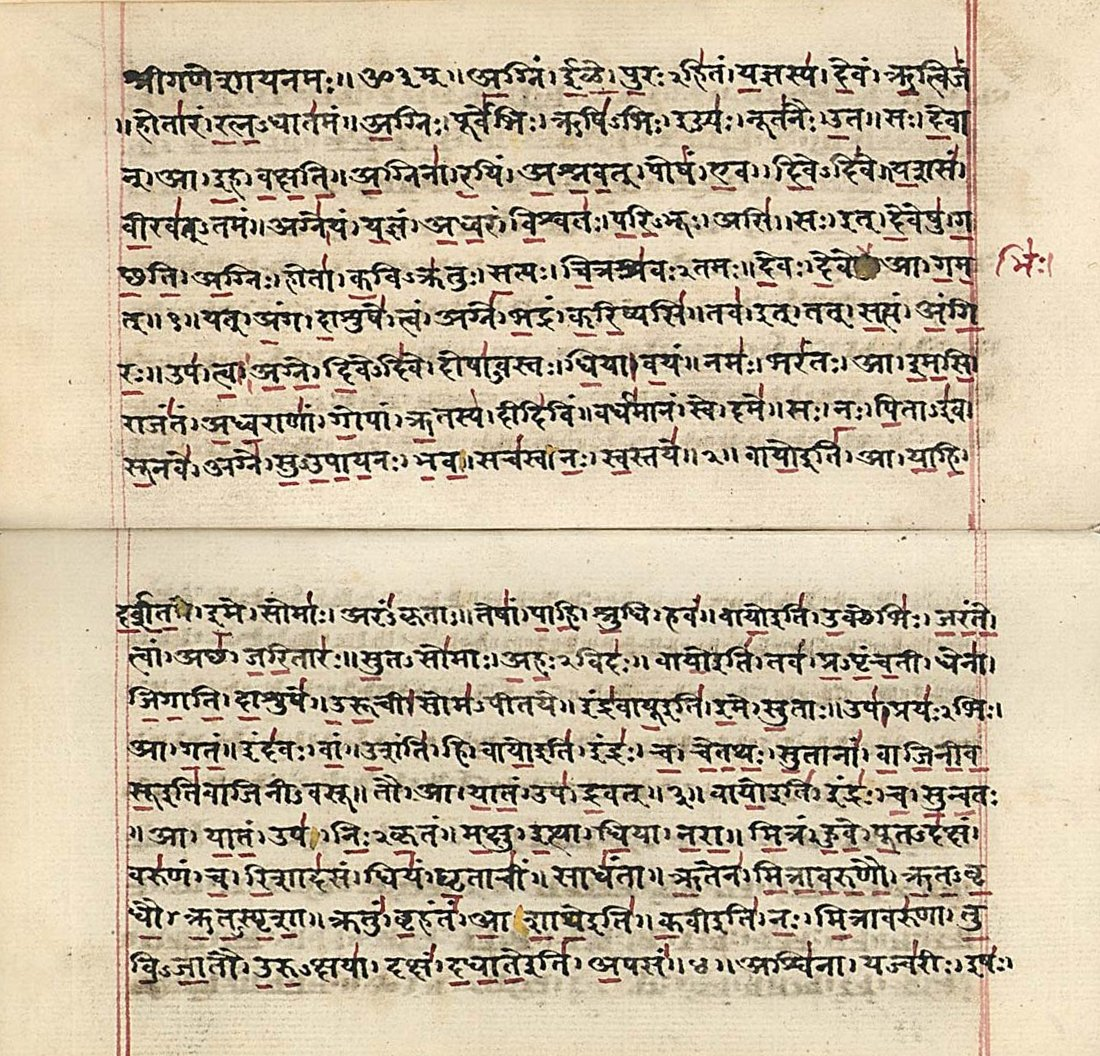
Részlet a szanszkrit nyelvű Rigvédából dévanágari írással

Dvápara-juga (Dévanágari: द्वापर युग)a hinduizmus időképe szerint az idő körforgásában a csaturjuga négy korszaka közül a harmadik korszak, a bronzkor, a betegségek, a szenvedések megjelenésének kora. A juga szanszkrit jelentése korszak. Míg az aranykorban, az igazság korában, a Szatja-jugában az erkölcs 100%-os, a Tréta-jugában 75%-os, ebben a korszakban már 50-50% az erkölcs és a bűn aránya. A negyedik korszakban, a Kali-jugában az erkölcs már 25%-ra csökken. Jelenleg a Kali-juga elején élünk.
A Dvápara-jugában a Véda már nem egységes, négy felé válik. Az emberek közül már kevesen ragaszkodnak az igazsághoz, az erkölcs hanyatlik. Megjelennek az anyagi vágyak, a betegségek, a sors okozta szenvedések.

## Helye az idő körforgásában
Az első korszakban, a Szatja-jugában még ideális viszonyok uralkodnak, a második korszakban, a Tréta-jugában még a jog, az igazság és az erény uralkodik, de már nem 100%-ban. Ez a tendencia a tovább folytatódik, és a Dvápara-jugában már kevesen ragaszkodnak az igazsághoz. A negyedik korszakban, a Kali-jugában tovább romlik a helyzet, a romlást visszafordítani nem lehet, a körforgás biztosításához a világ megsemmisül, ezután jön el újra az ideális kor, az új Szatja-juga, a Tréta-juga majd a Dvápara-juga. A korszakok hossza és az adott korszakban az emberek élettartama rövidül.  A Szatja-juga 1 728 000 emberi évig tart, a Tréta-juga 1 296 000 évig, a Dvápara-juga már csak 864 000 évig, a Kali-juga pedig 432 000 évig. Jelenleg a Kali-juga hajnalán élünk, ez a Kali-juga első tizedét, 43200 évét öleli fel. A következő Szatja-juga, egy nagy világégés után kezdődhet, ezt követi a következő Tréta-juga, majd a Dvápara-juga .

## Élet a Dvápara-jugában
Mivel az erényesség csökken, a jóság hanyatlik, és kevesen ragaszkodnak az igazsághoz, az embereket az anyagi vágyak, a betegségek és a sors okozta szenvedések háborgatják.
Az emberek az önmegvalósítást a pompás, nagyszabású templomok építésével, az itt végzett imádattal kívánják elérni.
Az eddig egységes szent irat, a véda négyfelé válik, bár vannak még emberek akik mind a négyet tanulmányozzák, de sokan csak hármat, kettőt, egyet, vagy egyet sem.

## A védák szétválása
Az egységes Véda (tudás) négy részre, szamhitára (gyűjtemény) esik, ezek a mai Rigvéda, a Számavéda, Jadzsurvéda és az Atharvavéda.
A védák jelentősége a védikus áldozat, a jadnya alapvető része, amelytől az ősi indiaiak szerint minden függ, a világ teremtése is.
- Rigvéda - 1028 himnuszból álló gyűjtemény, az ősi mantrák, szent formulák, amelyek pótolhatatlanok a szertartások során.
- Számavéda - Az áldozati szertartások előkészületeinek énekei, arról ad útmutatást, hogy milyen hangnemben kell a himnuszokat énekelni, hogy azok hatásosak legyenek.
- Jadzsurvéda - Áldozati szertartások közben mondott énekek, ez tartalmazza az áldozati rítusok pontos leírását.
- Atharvavéda - "Varázsénekek", a jadnyához, az áldozathoz kevésbé kötődő varázsigék.

## Visnu avatára a Dvápara-jugában
A Dvápara-jugában jelenik meg Visnu nyolcadik avatárája, a teljes megtestesülésének tekintett Krisna, akinek történetét a Mahábhárata tartalmazza. A Mahábhárata része a Bhagavad-gíta, amelyben Visnu elmondja, hogy az ő imádatával az ember elérheti a teljességet. Ez a későbbi bhaktizmus, és a vaisnavizmus alapja.